# 98127 Вілґусова
98127 Вілґусова (98127 Vilgusová) — астероїд головного поясу, відкритий 24 вересня 2000 року.
Тіссеранів параметр щодо Юпітера — 3,486.